# Yamato-klass
Yamato-klassen (大和型戦艦, Yamato-gata senkan) var enklass av två slagskepp, Yamato och Musashi, som byggdes inför andra världskriget och tjänstgjorde i den kejserliga japanska flottan. Ett tredje skrov som hade påbörjats 1940 konverterades till ett hangarfartyg, Shinano, under byggtiden.
Slagskeppen var de största som någonsin byggts, med ett deplacement på nästan 73 000 ton. Klassen hade den tyngsta bestyckningen som någonsin monterats på ett örlogsfartyg, nio 46 cm kanoner som var och en kunde avfyra granater på 1 460 kg över 42 km.
På grund av hotet från amerikanska ubåtar och hangarfartyg tillbringade både Yamato och Musashi större delen av sin tjänstgöring i marinbaser i Brunei, Truk och Kure.
Alla tre fartygen sänktes av den amerikanska flottan: Musashi när hon deltog i slaget vid Leytebukten i oktober 1944, Shinano när det var på väg från Yokosuka till Kure för att utrustas i november 1944 och Yamato när det var på väg från Japan till Okinawa som en del av Operation Ten-Go i april 1945.

## Bakgrund
Yamato-klassen utvecklades enligt Kantai Kessen-doktrinen, en marin strategi som antogs av den kejserliga japanska flottan före andra världskriget, som gick ut på att flottan skulle försöka vinna ett krig genom att utkämpa och vinna en enda, avgörande sjöstrid.

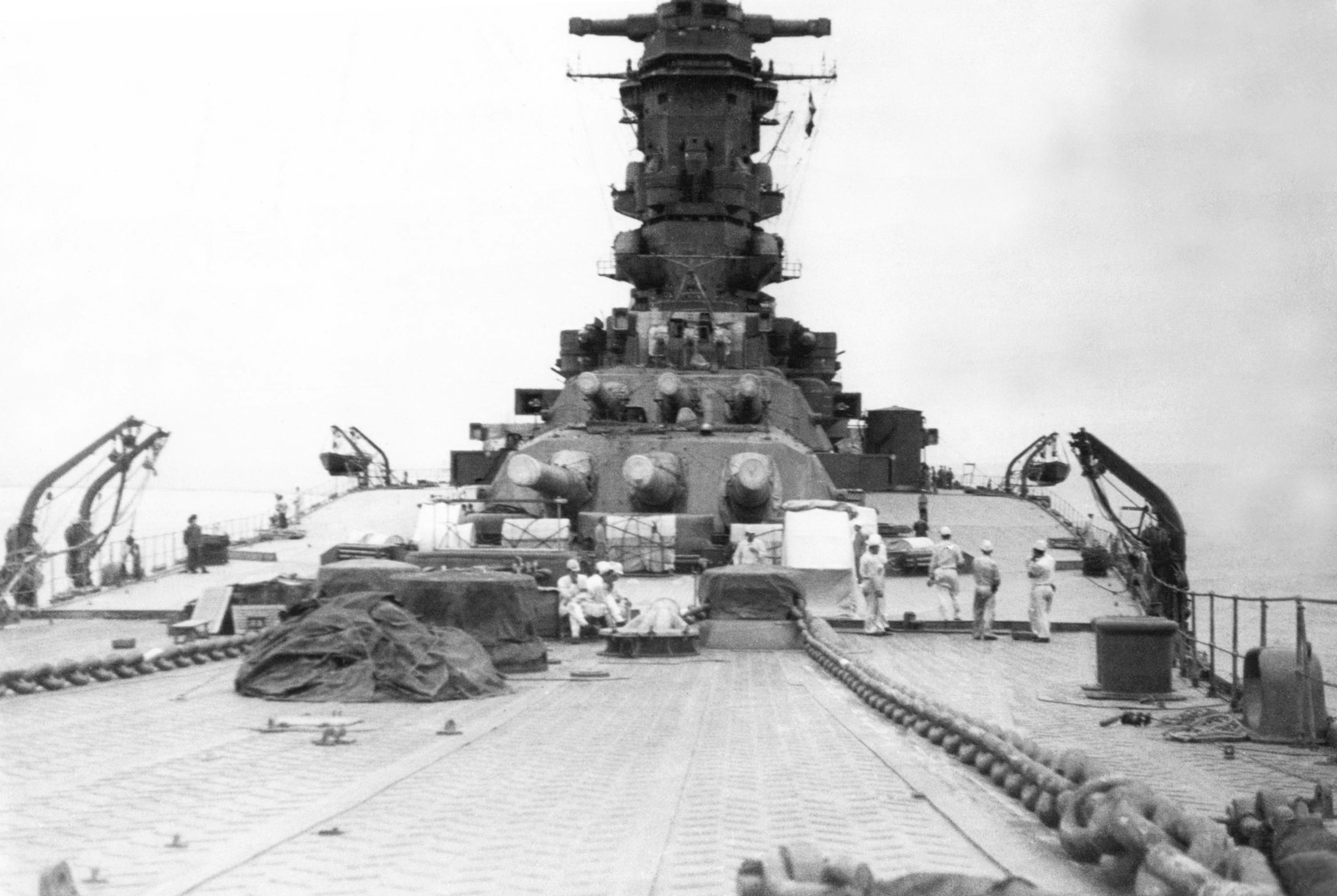
Musashi sedd från bogen.

Efter första världskrigets slut fortsatte och utvidgade många flottor, inklusive USA:s, Storbritanniens och Japans, de byggprogram som hade påbörjats under konflikten. De enorma kostnaderna i samband med dessa program pressade deras regeringschefer att inleda en nedrustningskonferens. Den 8 juli 1921 bjöd USA:s utrikesminister Charles Evans Hughes in delegationer från de andra stora sjömakterna - Frankrike, Italien, Japan och Storbritannien - till Washington D.C. för att diskutera ett eventuellt slut på kapprustningen. Den efterföljande konferensen i Washington resulterade i Washingtonfördraget. Tillsammans med många andra bestämmelser begränsades alla framtida slagskepp till ett standarddeplacement på 35 600 ton och en maximal kanonkaliber på 40,6 cm. Man kom också överens om att de fem länderna inte skulle bygga fler huvudskepp på tio år och att de inte skulle ersätta något fartyg som överlevde avtalet förrän det var minst tjugo år gammalt.
På 1930-talet började den japanska regeringen att bli allt mer ultranationalistisk samt militärisk. Nationalisterna krävde att det japanska imperiet skulle utvidgas till att omfatta stora delar av Stilla havet och Sydostasien. För att upprätthålla ett sådant imperium, som sträcker sig 4 800 km från Kina till Midwayöarna, krävdes en stor flotta som kunde kontrollera territoriet även på lång sikt. Även om alla Japans slagskepp som byggdes före Yamato-klassen hade färdigställts före 1921 - eftersom Washingtonfördraget hade förhindrat att fler skulle färdigställas - hade alla antingen rekonstruerats eller moderniserats avsevärt under 1930-talet. Denna modernisering innebar bland annat ökad hastighet och eldkraft, som japanerna hade för avsikt att använda för att erövra och försvara sitt eftersträvade imperium. När Japan 1934 drog sig ur Nationernas förbund på grund av Mukdenincidenten, avsade man sig också alla fördragsförpliktelser, vilket gjorde det fritt fram att bygga örlogsfartyg som var större än de andra stora flottmakterna.
Japans avsikt att förvärva resursproducerande kolonier i Stilla havet och Sydostasien skulle sannolikt leda till en konfrontation med USA, och USA blev därför Japans främsta potentiella fiende. USA hade en betydligt större industri än Japan, med 32,2% av den globala industriproduktionen jämfört med Japans 3,5%. Dessutom hade flera ledande medlemmar av den amerikanska kongressen lovat "att utbygga Japan tre gånger om i en flottkapplöpning". Eftersom den japanska industriproduktionen inte kunde konkurrera med den amerikanska produktionen, utvecklade japanska fartygskonstruktörer planer på nya slagskepp som skulle vara individuellt överlägsna sina motsvarigheter i den amerikanska flottan. Vart och ett av dessa slagskepp skulle kunna angripa flera fientliga huvudskepp samtidigt, vilket gjorde att man inte behövde tillverka lika många örlogsfartyg som USA.

## Design

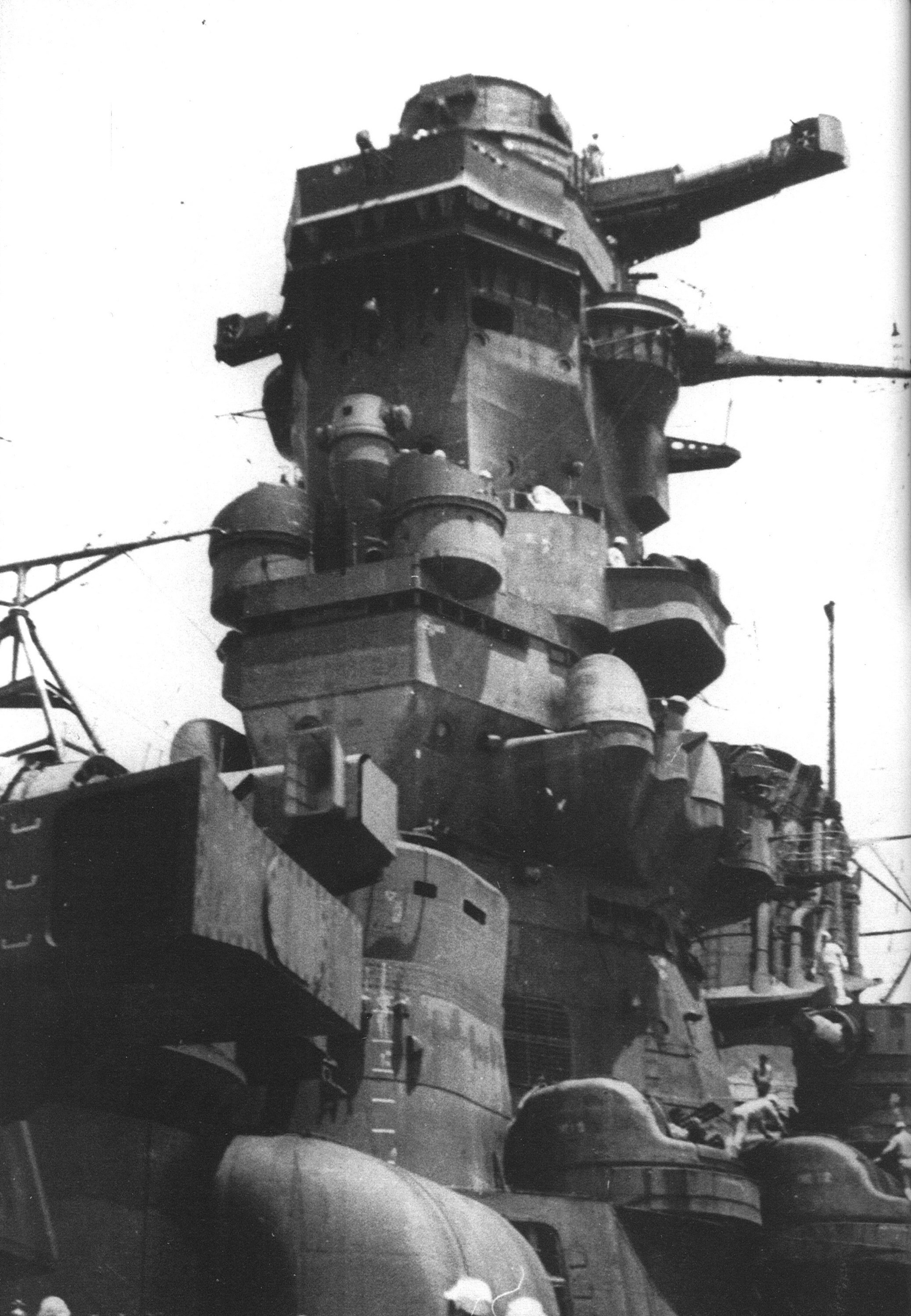
Musashis brygga.

Preliminära studier för en ny klass av slagskepp inleddes efter Japans utträde ur Nationernas förbund och efter att landet avsagt sig Washington- och Londonfördragen. 1934-1936 lades 24 första ritningar fram. Dessa tidiga planer varierade kraftigt i fråga om beväpning, maskineri, uthållighet och pansar. Huvudbatterierna varierade mellan 46 cm och 40,6 cm kanoner, medan den sekundära beväpningen bestod av olika antal av 15,5 cm, 12,7 cm och 25 mm kanoner. Maskineriet i de flesta av konstruktionerna var en hybridkombination av dieselmotorer och turbiner, även om en var beroende av enbart dieselmotorer och en annan planerad för enbart turbindrift. Den maximala räckvidden för de olika konstruktionerna var mellan 6 000 nautiska mil (11 000 km) i konstruktion A-140-J2 och 9 200 nautiska mil (17 000 km) i konstruktionerna A-140A och A-140-B2, vid en hastighet på 18 knop (33 km/h). Pansaret varierade mellan att ge skydd mot eld från 40,6 cm kanoner och tillräckligt skydd mot 46 cm kanoner.
Efter granskning hade två av de ursprungliga tjugofyra ritningarna ansetts vara möjliga, A-140-F3 och A-140-F4. De skilde sig främst åt i fråga om räckvidd (4 900 nautiska mil (9 100 km) mot 7 200 nautiska mil (13 300 km) vid 16 knop (30 km/h) och användes vid utformningen av den slutliga förstudien, som avslutades den 20 juli 1936. Justeringar av den konstruktionen resulterade i den slutgiltiga konstruktionen från mars 1937, som lades fram av konteramiral Fukuda Keiji; man beslutade slutligen om en räckvidd på 7 200 nautiska mil och övergav diesel-turbin hybriddriften till förmån för enbart turbiner. Dieselmotorerna togs bort från konstruktionen på grund av problem med motorerna ombord på ubåtsunderstödsfartyget Taigei. Deras motorer, som liknade dem som skulle monteras i de nya slagskeppen, krävde "stora reparations- och underhållsinsatser" för att hålla dem igång på grund av "grundläggande konstruktionsfel". Skulle motorerna ha förstörts helt och hållet skulle dessutom det 200 mm tjocka pansrade citadellsdäcket, som skyddade de föreslagna dieselmotorrummen och tillhörande maskinutrymmen, allvarligt försvåra alla försök att ta bort och ersätta dem.
Den slutliga designen innebar ett standarddeplacement på 65 000 ton och ett  maximalt deplacement på 71 111 ton, vilket gjorde klassens fartyg till de största slagskeppen som någonsin byggts. Enligt designen skulle huvudbestyckningen bestå av nio 46 cm stora sjömålskanoner, monterade i tre torn med tre kanoner vardera, som var och en vägde mer än en genomsnittlig jagare vid tiden. Konstruktionen godkändes snabbt av den japanska marinens överkommando, trots invändningar från sjöflyget, som förespråkade att det skulle byggas hangarfartyg i stället för slagskepp. Sammanlagt planerades fem slagskepp av Yamato-klassen.

## Skepp i klassen

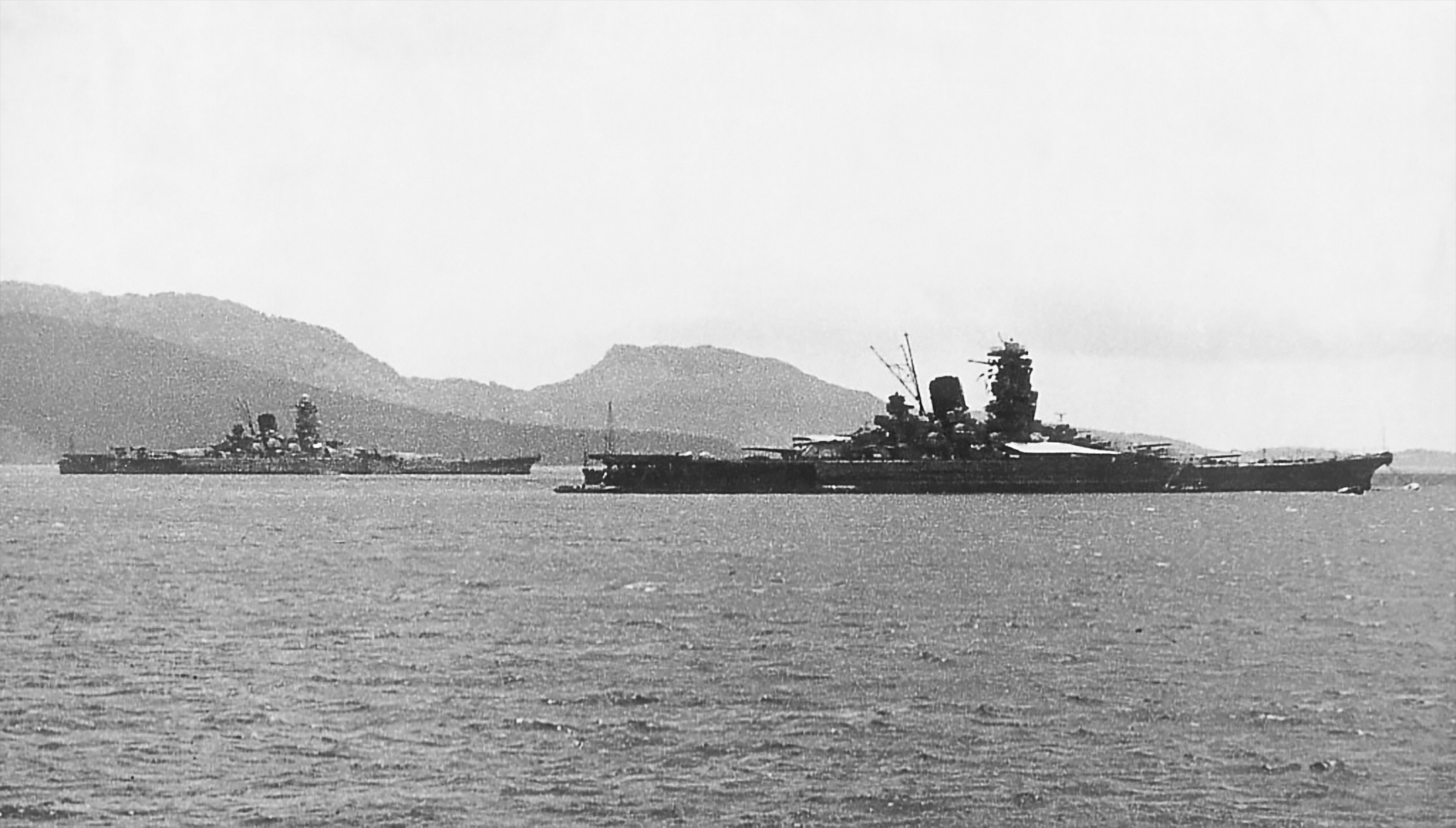
Yamato och Musashi utanför Chuuköarna 1943.

Även om fem fartyg av Yamato-klass hade planerats 1937, färdigställdes endast tre - två slagskepp och ett konverterat till hangarfartyg. Alla tre fartygen byggdes i yttersta hemlighet för att förhindra att den amerikanska underrättelsetjänsten skulle få reda på deras existens och specifikationer. Faktum är att amerikanska Office of Naval Intelligence fick kännedom om Yamato och Musashi först i slutet av 1942. Vid denna tidiga tidpunkt låg deras antaganden om klassens specifikationer ganska långt ifrån varandra; även om de hade rätt i fråga om längden, uppgavs klassen ha en bredd på 34 meter - i själva verket var den cirka 39 meter och ett deplacement på 40 000-57 000 ton (i själva verket 69 000 ton). Dessutom angavs Yamato-klassens huvudbeväpning vara nio 41 cm kanoner så sent som i juli 1945, fyra månader efter att Yamato sänktes. Både Jane's Fighting Ships och västerländska medier rapporterade också felaktigt om fartygens specifikationer. I september 1944 angav Jane's Fighting Ships att deplacementet för både Yamato och Musashi var 45 000 ton. Likaså rapporterade både New York Times och Associated Press att de två fartygen hade ett deplacement på 45 000 ton med en hastighet på 30 knop, och även efter att Yamato sänkts i april 1945 fortsatte The Times of London att ange 45 000 ton som fartygens deplacement. Trots detta påverkade fartygens existens - och deras förmodade brott mot sjöfördragen - i hög grad de amerikanska ingenjörerna vid utformningen av slagskeppen i Montana-klassen på 60 500 ton, även om de inte utformades specifikt för att motverka Yamato-klassen.
| Namn              | Varv                                  | Kölsträckt      | Sjösatt         | Färdigställd     | Öde |
| ----------------- | ------------------------------------- | --------------- | --------------- | ---------------- | --- |
| Yamato            | Kure Naval Arsenal                    | 4 november 1937 | 8 augusti 1940  | 16 december 1941 | Sänkt av amerikanska flygplan under Operation Ten-Go 7 april 1945                                                   |
| Musashi           | Mitsubishi Heavy Industries, Nagasaki | 29 mars 1938    | 1 november 1940 | 5 augusti 1942   | Sänkt av amerikanska flygplan under slaget vid Leytebukten 24 oktober 1944                                          |
| Shinano           | Yokosuka Naval Arsenal                | 4 maj 1940      | 8 oktober 1944  | 19 november 1944 | Konverterad till ett hangarfartyg i juli 1942. Torpederad av den amerikanska ubåten USS Archerfish 28 november 1944 |
| Fartyg Nummer 111 | Kure Naval Arsenal                    | 7 november 1940 | i.u.            | i.u.             | Avbeställd i mars 1942 när hon var färdig till 30%                                                                  |
| Fartyg Nummer 797 | i.u.                                  | i.u.            | i.u.            | i.u.             | Avbeställd |

### Fartyg Nummer 111 och 797
Krigsfartyg nummer 111, som aldrig fick något namn, var planerat som den fjärde medlemmen i Yamato-klassen och det andra fartyget som skulle innehålla förbättringarna från Shinano. Fartygets kölsträcktes efter Yamatos sjösättning i augusti 1940 och byggandet fortsatte fram till december 1941, då Japan började ifrågasätta sitt ambitiösa program för byggande av slagskepp - i och med att kriget kom skulle de resurser som var nödvändiga för att bygga fartyget bli mycket svårare att få tag på. Som ett resultat av detta skrotades skrovet till det fjärde fartyget, som bara var till 30% färdigt, 1942; material från detta användes vid ombyggnaderna av Ise och Hyūga till hybridhangarfartyg.
Det femte fartyget, krigsfartyg nummer 797, planerades som en förbättring av Shinano men påbörjades aldrig. Utöver de ändringar som gjordes på det fartyget skulle 797 ha tagit bort de två 15,5 cm sidotornen till förmån för ytterligare 10 cm kanoner; författarna William Garzke och Robert Dulin uppskattar att detta skulle ha möjliggjort totalt 24 av dessa kanoner. Yamato modifierades så småningom 1944 till något som skulle likna detta.

## Specifikationer

### Bestyckning

#### Huvudartilleri

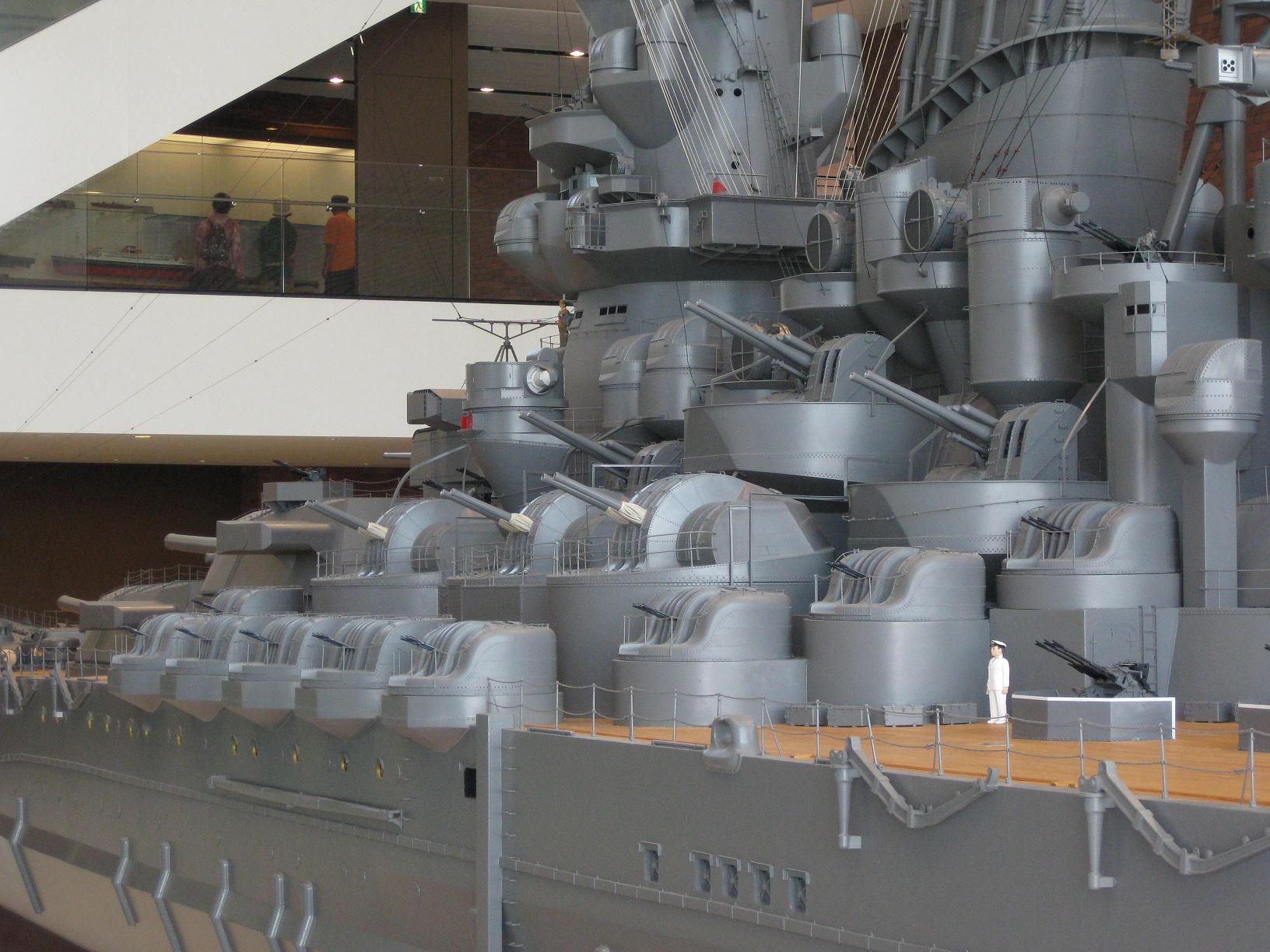
En modell av Yamato som visar hennes sidomonterade kanoner

Yamato-klassen hade ett huvudartilleri som bestod av tre kanontorn med tre 46 cm typ 94-kanoner vardera - de största kanonerna som någonsin monterats på ett örlogsfartyg, även om de officiellt betecknades som 40 cm/45 typ 94 kanoner. Varje kanon var 21,13 meter lång och vägde 147,3 ton, och kunde avfyra pansarbrytande granater på 1 460 kg och högexplosiva granater på 1 360 kg med en räckvidd av 42,0 km med en hastighet av 1,5 till 2 granater per minut.
Huvudkanonerna kunde också avfyra 3 Shiki tsûjôdan ("Common Type 3") luftvärnsgranater på 1 360 kg. Ett mekaniskt tändrör användes för att ställa in hur långt bort granaterna skulle explodera (vanligtvis ställdes in så att de skulle explodera på 1 000 meters avstånd). Vid detonationen skulle var och en av dessa granater släppa ut 900 små brandbomber i en 20° kon riktad mot inkommande flygplan. En sprängladdning användes sedan för att spränga själva granaten för att skapa fler stålsplitter, och slutligen skulle brandbomberna antändas. Bomberna skulle brinna i fem sekunder vid cirka 3 000 °C med en flamma som var cirka 5 meter lång. Även om de utgjorde 40% av den totala laddningen av huvudammunition 1944 användes 3 Shiki tsûjôdan sällan i strid mot fientliga flygplan på grund av de allvarliga skador som avfyrningen av dessa granater åsamkade kanonernas eldrör; faktiskt kan en av granaterna ha exploderat tidigt och satt en av Musashis kanoner ur funktion under slaget vid Leytebukten. Granaterna var avsedda att sätta upp en spärreld som alla flygplan som försökte attackera skulle behöva navigera igenom. Amerikanska piloter ansåg dock att granaterna mer liknande en pyroteknisk uppvisning än ett kompetent luftvärn.

#### Sekundärbestyckning

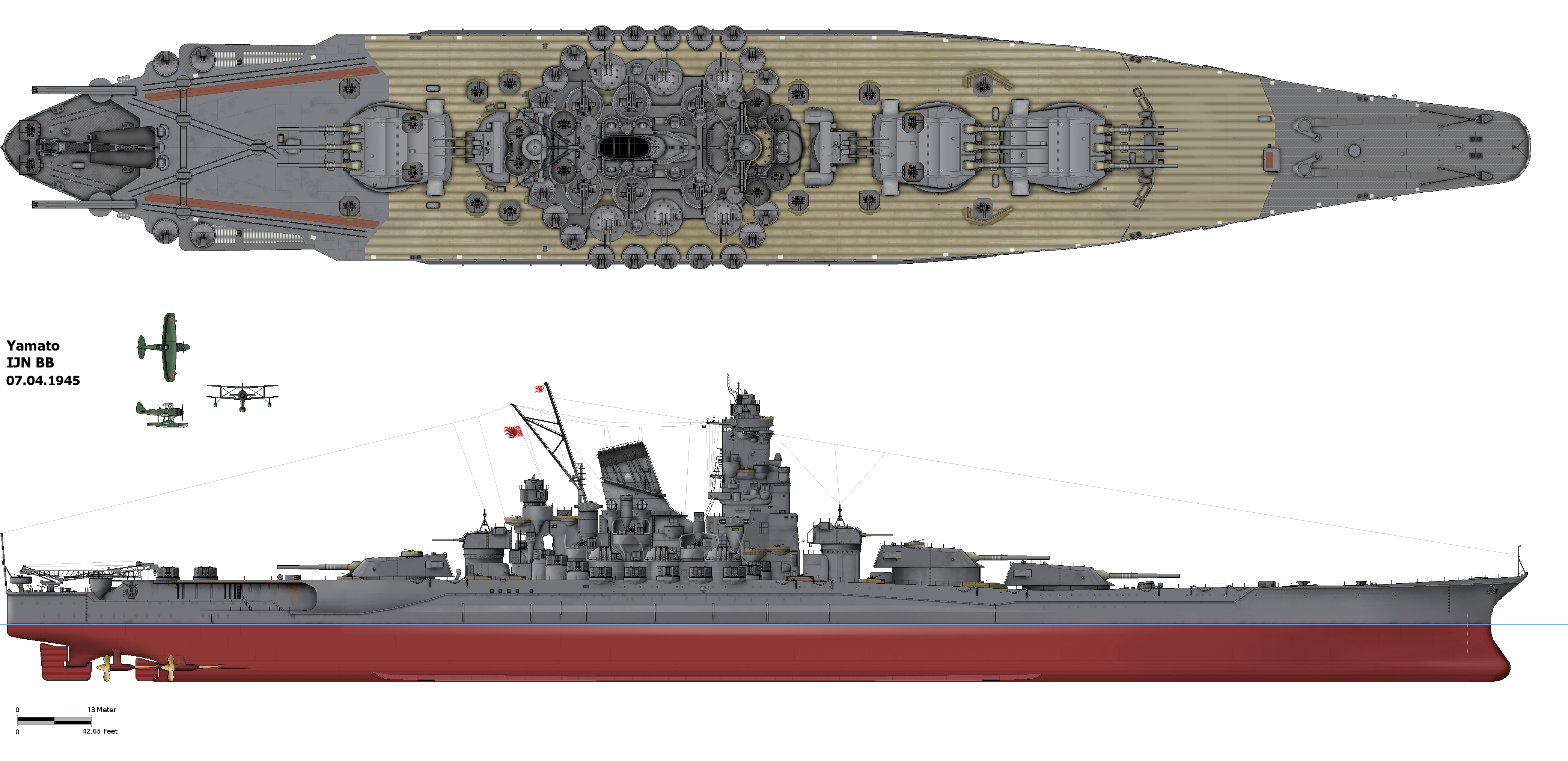
Yamato så som hon såg ut i sin sista version

I den ursprungliga designen bestod Yamato-klassens sekundära beväpning av tolv 15,5 cm/60 typ 3-kanoner monterade i fyra trippelkanontorn (ett framåt, två midskepps, ett akterut), och tolv 12,7 cm/40 typ 89-kanoner i sex dubbeltorn (tre på varje sida midskepps). Dessa hade blivit tillgängliga när kryssarna i Mogami-klassen hade bytt ut dem mot 20,3 cm kanoner. Med en 55,87 kg tung pansarbrytande granat hade kanonerna en maximal räckvidd på 27 400 meter. Deras eldhastighet var fem skott per minut. 1944 togs de två midskepps monterade tornen bort till förmån för ytterligare 12,7 cm och 25 mm lätta luftvärnskanoner.
Till att börja med tillhandahölls det tunga luftvärnet av ett dussintal 12 cm typ 89-allmålskanoner i sex dubbeltorn, tre på varje sida av överbyggnaden. År 1944 avlägsnades de två 15,5 cm-tornen mittskepps för att ge plats för ytterligare tre 12,7 cm torn på vardera sida, vilket innebar att det totala antalet av dessa kanoner uppgick till tjugofyra. När kanonerna avfyrades mot sjömål hade de en räckvidd på 14 700 meter; de hade ett maximalt tak på 9 440 meter vid en elevation på 90 grader. Deras maximala eldhastighet var 14 skott per minut; deras uthålliga eldhastighet var cirka åtta skott per minut.

#### Luftvärn
Yamato-klassen hade ursprungligen tjugofyra typ 96 25 mm luftvärnskanoner, huvudsakligen monterade midskepps. År 1944 genomgick både Yamato och Musashi en betydande uppgradering av luftvärnet inför operationerna i Leytebukten och använde det utrymme som frigjordes genom att de båda 15,5 cm kanonerna mittskepps monterades bort för att montera fler luftvärnskanoner, för ett nytt totalt antal av tjugofyra 12,7 cm kanoner, och etthundrasextiotvå 25 mm luftvärnskanoner. De lätta 25 mm automatkanonerna kunde eleveras till 90 graders vinkel för att sikta på flygplan direkt ovanför, men deras fästen saknade skydd vilket gjorde deras skyttebesättningar extremt sårbara för direkt fiendeeld. Dessa 25 mm kanoner hade en effektiv räckvidd på 1 500-3 000 meter och ett effektivt tak på 5 500 meter vid en höjd av +85 grader. Den maximala effektiva eldhastigheten var endast mellan 110 och 120 skott per minut på grund av det frekventa behovet av att byta femton skotts-magasinen. Detta var det japanska lätta luftvärnets standard-beväpning under andra världskriget; men den led av allvarliga konstruktionsbrister som gjorde den till ett i stort sett ineffektivt vapen. Enligt historikern Mark Stille "saknade de dubbla och tredubbla fästena tillräcklig snabbhet i vridning och elevation; vapnets sikten kunde inte följa snabba mål; kanonen led av svåra vibrationer och magasinet var för litet".
Klassen var också utrustad med två dubbelmonterade 13,2 mm typ 93 kulsprutor, en på varje sida av bryggan. Deras maximala räckvidd var 6 500 meter, men den effektiva räckvidden mot flygplan var endast 1 000 meter. Eldhastigheten var justerbar mellan 425 och 475 skott per minut; behovet av att byta 30-skots magasin minskade dock den effektiva hastigheten till 250 skott per minut.
Shinanos bestyckning var helt annorlunda än systerfartygens på grund av hennes ombyggnad. Betydande mängder luftvärnskanoner monterades på fartyget: sexton 12,7 cm kanoner, etthundratjugofem 25 mm luftvärnskanoner, och trehundratrettiosex 13 cm luftvärnsraketkastare i tolv torn med tjugoåtta eldrör vardera. Ingen av dessa kanoner användes någonsin mot ett fientligt fartyg eller flygplan.

### Pansar

Pansarlayouten vid det bakre huvudkanontornet

Yamato var konstruerade för att kunna angripa flera fientliga slagskepp samtidigt och var utrustade med ett tungt pansar som historikern Mark Stille beskrev som "en oöverträffad skyddsnivå i sjöstrider". Det huvudsakliga pansarbältet längs fartygets sida var upp till 410 mm tjockt, och de tvärgående skotten i det pansrade citadellet var upp till 355 mm tjocka. Ett 200 millimeter tjockt nedre pansarbälte som sträckte sig under huvudbältet ingick i fartygen som ett på grund av erfarenheter av skytteexperiment på det ofärdigställda slagskeppet Tosa och den nya japanska typ 91 granaten som kunde färdas långa sträckor under vattnet. Dessutom var skrovets övre form mycket avancerad, den säregna sidokurvan maximerade effektivt pansarskyddet och den strukturella styvheten samtidigt som vikten optimerades. Pansarplåten på huvudtornen överträffade till och med huvudbältet, med tornets frontplåt 650 mm tjockt. Pansarplåtarna i både huvudbältet och huvudtornen var tillverkade av härdat Vickers-stål. Huvudpansardäcket - 200 mm tjockt - bestod av en nickel-krom-molybdenlegering. Ballistiska tester på provningsområdet i Kamegakubi visade att däcklegeringen var 10-15% bättre än de homogena Vickersplattorna. Skyddet förbättrades ytterligare genom att manipulera krom- och nickelsammansättningen i legeringen. Högre halter av nickel gjorde att plåten kunde valsas och böjas utan att utveckla brottsegenskaper.
För skydd mot torpeder fanns det nedre bältespansaret samt ett torpedskott. Barriären hade ett djup på 5,1 meter och var konstruerat för att motstå en TNT-laddning på 400 kg. Inga skott i barriären var vätskefyllda, trots de vid tiden kända fördelarna. Detta kan ha varit ett resultat av att man överskattade effektiviteten hos den nedre bältespansarplåten mot torpeder, en strävan att minska djupgåendet och tillhandahållandet av ytterligare utrymmen för motfyllning.
Det relativt nya förfarandet med bågsvetsning användes i stor utsträckning i hela fartyget för att stärka hållbarheten hos pansarplåten. Genom denna teknik användes bältespansarplåten på den nedre sidan för att förstärka hela fartygets skrovstruktur. Totalt innehöll fartygen i Yamato-klassen 1 147 vattentäta skott, varav 1 065 fanns under det pansrade däcket. Fartygen konstruerades också med en mycket stor flytkraft för att mildra effekterna av möjliga översvämningar.
Men trots den enorma pansartjockleken hade Yamato-klassens skyddsdesign fortfarande flera stora konstruktionsfel och brister. Strukturella svagheter fanns nära fartygens bog, där pansarplåten generellt sett var tunnare, vilket demonstrerades av Musashis skador efter en torpedträff 1943. Shinanos skrov var föremål för ännu större strukturella svagheter, eftersom det var hastigt konstruerat mot slutet av kriget och var utrustat med ofullständig pansar och icke förseglade vattentäta utrymmen vid tidpunkten för hennes förlisning. Torpedskyddet fungerade betydligt sämre än som det var tänkt. Framför allt skapade den mycket dåliga skarven mellan övre bältets och undre bältets pansar en sprickbenägen söm strax under vattenlinjen. Den känsliga sömmen har beskrivits som orsaken till den betydande skada som Yamato fick efter en enda torpedträff 1943 och Shinanos sänkning efter fyra träffar 1944.

### Framdrivningssystem
Yamato-klassen var utrustad med 12 Kampon-pannor som drev fyra ångturbiner, med en kraft på 147 948 hästkrafter (110 325 kW). Dessa drev i sin tur fyra 6 meter långa propellrar. Det kraftiga maskineriet gjorde det möjligt för Yamato-slagskeppen att uppnå en topphastighet på 27 knop (50 km/h). Med denna hastighet var dock Yamato-klassens förmåga att fungera tillsammans med snabba hangarfartyg begränsad. Dessutom var bränsleförbrukningen för båda slagskeppen mycket hög. Som ett resultat av detta användes inget av slagskeppen i striderna om Salomonöarna eller de mindre striderna under 1943 och i början av 1944. Shinanos framdrivningssystem förbättrades något, vilket gjorde det möjligt för hangarfartyget att uppnå en topphastighet på 28 knop (52 km/h).

## "Super-Yamato"-klass
Två slagskepp av en helt ny och större konstruktion planerades som en del av 1942 års flottbyggnadsprogram. Fartygen, som betecknades som design A-150 och ursprungligen kallades krigsfartyg nummer 178 och krigsfartyg nummer 179, började planeras strax efter att Yamato-klassen var färdigkonstruerad, troligen 1938-39. Allt var "i huvudsak färdigt" någon gång 1941, men med kriget i antågande stoppades arbetet med slagskeppen för att fylla behoven av andra typer av örlogsfartyg, såsom hangarfartyg och kryssare, för att ersätta krigsförlusterna av dessa fartyg. Den japanska förlusten i slaget vid Midway, där fyra hangarfartyg sänktes (av totalt tio), gjorde det säkert att arbetet med fartygen aldrig skulle påbörjas. I den tredje delen av deras serie Battleships, Axis and Neutral Battleships in World War II, hävdar författarna William H. Garzke och Robert O. Dulin att dessa fartyg skulle ha varit de "mest kraftfulla slagskeppen i historien" på grund av deras massiva 51 cm huvudbatteri och omfattande luftvärn.
På samma sätt som med dokumenten om Yamato-klassen förstördes de flesta dokument och alla planer som rörde den nya klassen för att förhindra att de erövrades i slutet av kriget. Det är känt att den slutliga utformningen av fartygen skulle ha haft en ännu större eldkraft och storlek än Yamato-klassen - ett huvudbatteri med sex 51 cm kanoner i tre torn och en sekundär beväpning bestående av tjugofyra 10 cm dubbelmonterade kanoner (liknande Akizuki-klass jagare). Deplacementet skulle vara större än Yamato, och ett sidopansar på 460 mm planerades.

## Förstörelse av dokument
Inför de allierades ockupation av Japan förstörde officerare i den kejserliga japanska flottan praktiskt taget alla register, ritningar och fotografier av eller relaterade till slagskeppen i Yamato-klassen, vilket lämnade endast små fragment av uppgifter om konstruktionsegenskaperna och andra tekniska frågor kvar. Förstörelsen av dessa dokument var så effektiv att de enda kända bilderna av Yamato och Musashi fram till 1948 var de som togs av den amerikanska flottans flygplan som deltog i attackerna mot de två slagskeppen. Även om vissa ytterligare fotografier och information, från dokument som inte förstördes, har kommit fram under årens lopp, har förlusten av majoriteten av de skriftliga dokumenten för klassen gjort forskning om Yamato-klassen svår. På grund av bristen på skriftliga dokument kom informationen om klassen till stor del från intervjuer med japanska officerare efter Japans kapitulation.
I oktober 1942 fick dock den tyske amiralen Paul Wenneker, som var knuten till den tyska marinattachén i Japan, på särskild begäran av Adolf Hitler inspektera ett Yamato-slagskepp medan det genomgick underhåll på ett varv, och amiral Wenneker telegraferade då en detaljerad beskrivning av fartyget till Berlin. Den 22 augusti 1943 fick Erich Groner, en tysk marinhistoriker och författare till boken Die Deutschen Kriegschiffe, 1815-1945, se rapporten när han befann sig i Führerns högkvarter och fick i uppdrag att göra en "tolkning" och sedan förbereda en "skissritning" av det japanska slagskeppet. Materialet bevarades av Erich Groners hustru, fru H. Groner, och lämnades till förlag på 1950-talet.

## Kulturell betydelse

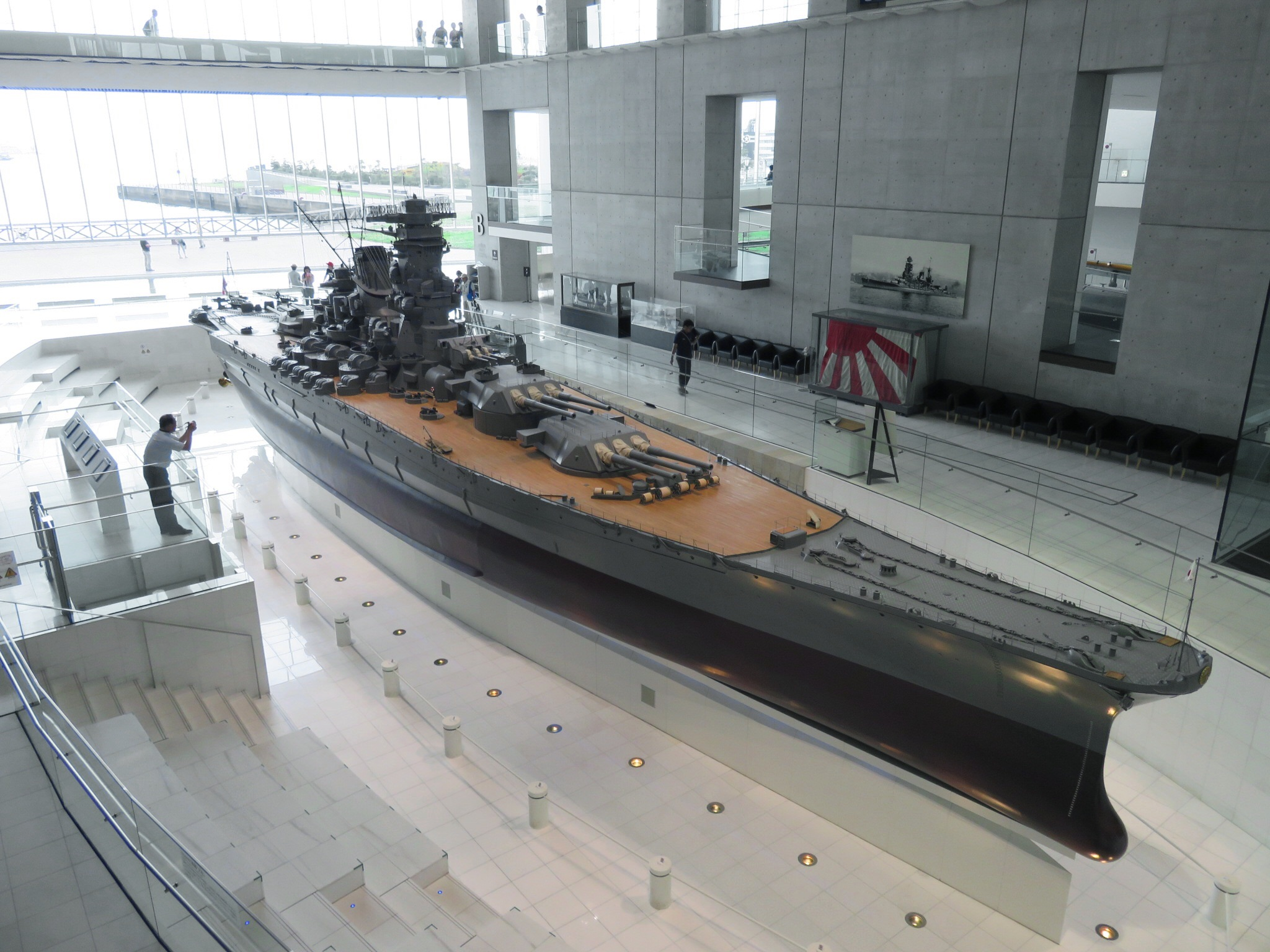
En modell i skala 1:10 på Yamato-museet.

Yamato och Musashi har från det att de byggdes fram till i dag haft en betydande närvaro i den japanska kulturen, särskilt Yamato. När slagskeppen var färdiga representerade de höjdpunkten på den japanska mariningenjörskonsten. Dessutom förkroppsligade de två fartygen, på grund av sin storlek, hastighet och kraft, synligt Japans beslutsamhet och beredskap att försvara sina intressen mot västmakterna, särskilt USA. Shigeru Fukudome, chef för operationsavdelningen i flottans generalstab, beskrev de två fartygen som "symboler för flottans makt som gav både officerare och män en djup känsla av förtroende för sin flotta".
Yamato, och särskilt berättelsen om hur hon sänktes, har ofta förekommit i japansk populärkultur, till exempel i animefilmen Space Battleship Yamato och i filmen Yamato från 2005. I populärkulturen framställs vanligtvis fartygets sista uppdrag som en modig och osjälvisk men meningslös symbolisk insats av de deltagande japanska sjömännen för att försvara sitt hemland. En av anledningarna till att krigsfartyget kan ha en sådan betydelse i den japanska kulturen är att ordet "Yamato" ofta användes som ett poetiskt namn för Japan. Således skulle slagskeppet Yamatos undergång kunna fungera som en metafor för det japanska imperiets undergång.